# Ceux qui veillent la nuit
Albums de Louis Sclavis
Acoustic Quartet
(1994) Les violences de Rameau
(1996)
Ceux qui veillent la nuit est un album du clarinettiste français Louis Sclavis, paru en 1996 sur Label Bleu. Ce disque a été enregistré par un trio constitué de Sclavis aux clarinettes et saxophones, Bruno Chevillon à la contrebasse, et François Merville à la batterie. L'enregistrement se déroule en janvier 1996 aux Studios La Buissonne, à Pernes-les-Fontaines, en France.

## Description
Le trio Sclavis-Chevillon-Merville est créé à l'Espace Tonkin de Villeurbanne en janvier 1994

### Musiciens
- Louis Sclavis : clarinette, clarinette basse, saxophone soprano
- Bruno Chevillon : contrebasse
- François Merville : batterie

### Liste des titres
| No  | Titre                     | Auteur                     | Durée |
| --- | ------------------------- | -------------------------- | ----- |
| 1.  | Derniers regards          | Louis Sclavis              | 8:53  |
| 2.  | L'abstraite anglaise      | Sclavis-Chevillon-Merville | 1:28  |
| 3.  | L'Aurore                  | Louis Sclavis              | 2:29  |
| 4.  | Procession                | Louis Sclavis              | 6:21  |
| 5.  | L'Ombre                   | Louis Sclavis              | 3:39  |
| 6.  | Qumrân                    | Louis Sclavis              | 6:16  |
| 7.  | Ceux qui veillent la nuit | Louis Sclavis              | 4:46  |
| 8.  | Manoir                    | Louis Sclavis              | 8:03  |
| 9.  | Saro                      | Louis Sclavis              | 4:04  |
| 10. | Tenzin                    | Louis Sclavis              | 1:21  |
| 11. | Rapports certains         | Sclavis-Chevillon-Merville | 7:11  |